# ISO 3166-2:LU
ISO 3166-2:LU is een ISO-standaard met betrekking tot de zogenaamde geocodes. Het is een subset van de ISO 3166-2 tabel, die specifiek betrekking heeft op Luxemburg.
De gegevens werden tot op 27 november 2015 geüpdatet op het ISO Online Browsing Platform (OBP). Hier worden 12 kantons - canton (en) / canton (fr) / Kanton (de) – gedefinieerd.
Volgens de eerste set, ISO 3166-1, staat LU voor Luxemburg, het tweede gedeelte is een tweeletterige code.

## Codes
| Code  | Naam (Luxemb.) | Naam (Frans)     | Naam (Duits)        |
| ----- | -------------- | ---------------- | ------------------- |
| LU-DI | Diekrech       | Diekirch         | Diekirch            |
| LU-ES | Esch-Uelzecht  | Esch-sur-Alzette | Esch an der Alzette |
| LU-GR | Gréivemaacher  | Grevenmacher     | Grevenmacher        |
| LU-EC | Iechternach    | Echternach       | Echternach          |
| LU-CA | Kapellen       | Capellen         | Capellen            |
| LU-CL | Klierf         | Clervaux         | Clerf               |
| LU-LU | Lëtzebuerg     | Luxembourg       | Luxemburg           |
| LU-ME | Miersch        | Mersch           | Mersch              |
| LU-RD | Réiden-Atert   | Redange          | Redingen            |
| LU-RM | Réimech        | Remich           | Remich              |
| LU-VD | Veianen        | Vianden          | Vianden             |
| LU-WI | Wolz           | Wiltz            | Wiltz               |